# Seattle SuperSonics 2006-2007
La stagione 2006-07 dei Seattle SuperSonics fu la 40ª nella NBA per la franchigia.
I Seattle SuperSonics arrivarono quinti nella Northwest Division della Western Conference con un record di 31-51, non qualificandosi per i play-off.

## Roster
| N° | Naz.                   | Ruolo | Sportivo            | Anno | Alt. | Peso |
| -- | ---------------------- | ----- | ------------------- | ---- | ---- | ---- |
| 4  | Stati Uniti (bandiera) | A     | Nick Collison       | 1980 | 206  | 116  |
| 7  | Stati Uniti (bandiera) | A     | Rashard Lewis       | 1979 | 208  | 98   |
| 8  | Stati Uniti (bandiera) | G     | Luke Ridnour        | 1981 | 188  | 79   |
| 11 | Grecia (bandiera)      | C     | Andreas Glyniadakīs | 1981 | 216  | 127  |
| 12 | Stati Uniti (bandiera) | A     | Damien Wilkins      | 1980 | 198  | 102  |
| 14 | Stati Uniti (bandiera) | G     | Randy Livingston    | 1975 | 193  | 95   |
| 15 | Francia (bandiera)     | A     | Mickaël Gelabale    | 1983 | 201  | 98   |
| 18 | Senegal (bandiera)     | A     | Saer Sene           | 1986 | 211  | 104  |
| 21 | Stati Uniti (bandiera) | A     | Danny Fortson       | 1976 | 201  | 118  |
| 25 | Stati Uniti (bandiera) | G     | Earl Watson         | 1979 | 185  | 88   |
| 27 | Francia (bandiera)     | C     | Johan Petro         | 1986 | 213  | 112  |
| 29 | Stati Uniti (bandiera) | G     | Mike Wilks          | 1979 | 178  | 84   |
| 33 | Stati Uniti (bandiera) | G     | Desmon Farmer       | 1981 | 196  | 100  |
| 34 | Stati Uniti (bandiera) | G     | Ray Allen           | 1975 | 196  | 93   |
| 44 | Stati Uniti (bandiera) | A     | Andre Brown         | 1981 | 206  | 111  |
| 54 | Stati Uniti (bandiera) | A     | Chris Wilcox        | 1982 | 208  | 100  |

## Staff tecnico
- Allenatore: Bob Hill
- Vice-allenatori: Gordon Chiesa, Ralph Lewis, Walt Rock, Detlef Schrempf, Jack Sikma